# Rising Up: The Story of the Zombie Rights Movement
Rising Up: The Story of the Zombie Rights Movement ist eine US-amerikanische Kurzfilm-Mockumentary aus dem Jahr 2009 über die Geschichte einer fiktiven Zombierechtebewegung in den USA. Die im Stile einer History-Channel-Dokumentation gedrehte Komödie debütierte am 24. April 2009 auf dem Boston International Film Festival.

## Handlung
Im Zuge der politischen und kulturellen Turbulenzen um die in den 1960er Jahren aufkommende Bürgerrechtsbewegung formierte sich aus Gruppen von Hippies und Beatniks die National Allied Zombie Initiative (N.A.Z.I.), eine Bewegung zur Förderung der Rechte von Zombies, die wenig beachtet wurde und mittlerweile in Vergessenheit geriet. Ihr Ziel war die Gleichstellung und Integration der Zombies in die Gesellschaft, die bis dato, rechtlos und ohne Fürsprecher, von der US Army zur Abwehr einer möglichen russischen Invasion interniert, als Versuchsobjekte bei Crashtests oder in der Kosmetikindustrie missbraucht oder grundlos getötet wurden. Der Film berichtet über die zarten Anfänge der Bewegung in Pittsburgh über ihre Hochphase, als lebende und untote Aktivisten die Hauptstadt Washington, D.C. im Sturm eroberten und Zombies eine, wenn auch nur temporäre, Gleichstellung mit aktivem und passivem Wahlrecht errangen. Der Film schließt mit der tragischen Geschichte von Chocolate Chip, einem der heldenhaften Anführer der Bewegung.

## Produktion
Rising Up wurde als Low-Budget-Film, mit einem geschätzten Etat von 30.000 US-Dollar gedreht, trotzdem konnten einige bekannte und auch international erfolgreiche Schauspieler für die Komödie wie Phil LaMarr und Kevin Allison gewonnen werden. Der Film wurde größtenteils in New York City produziert und besteht aus gespielten Szenen, Interviews mit Aktivisten und Wissenschaftlern und Einspielungen umgedeuteter historischer Foto- und Filmaufnahmen.

## Auszeichnungen
Auf dem Boston International Film Festival im April 2009 erhielt Laura Moss die Auszeichnung für die beste Regie in der Kategorie Kurzfilme.

## Rezeption
Auf der Internet Movie Database errang Rising Up in der Zuschauerwertung 7,3 von 10 Punkten, bei 24 abgegebenen Stimmen.
Monica Valentinelli urteilte am 9. Oktober 2009 auf Flames Rising Dot Com:

“At less than thirty minutes, I thought this was–by far–the best zombie video I’d seen in a long time. The cinematography has a collage-like feel to it and the voiceover sounds exactly like someone you might hear on the History channel.”

„Nach weniger als dreißig Minuten dachte ich, dies ist bei weitem das beste Zombie-Video, das ich seit langem gesehen habe. Die Kinematographie hat eine collageartige Anmutung, und der Sprecher klingt genau wie jemand, den Sie vielleicht auf dem History Channel hören.“